# رادیومتر پیشرفته فضابرد بازتابی و گسیل گرمایی

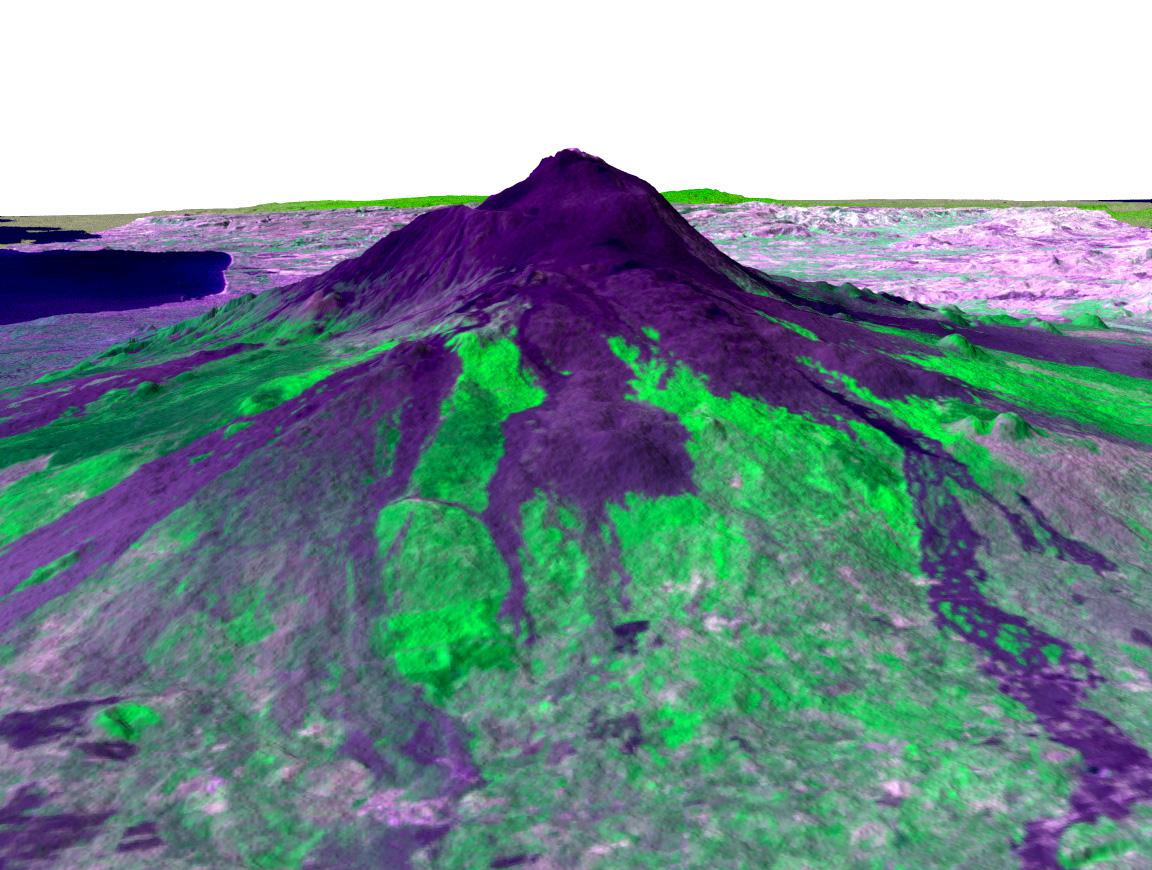
تصویر ماهواره‌ای استر که بر روی مدل رقومی زمین کوه اتنا هم‌پوشانی شده‌است.

رادیومتر پیشرفته فضابرد بازتابی و گسیل گرمایی (انگلیسی: Advanced Spaceborne Thermal Emission and Reflection Radiometer) که به اختصار اَستِر (ASTER) نامیده می‌شود، سنجنده‌ای ژاپنی و یکی از پنج ابزار سنجش از دور نصب شده بر روی ماهواره ترا است که در سال ۱۹۹۹ توسط ناسا در مدار زمین قرار گرفت. این سنجنده از فوریه ۲۰۰۰ به گردآوری داده‌های سطحی از زمین مشغول است.

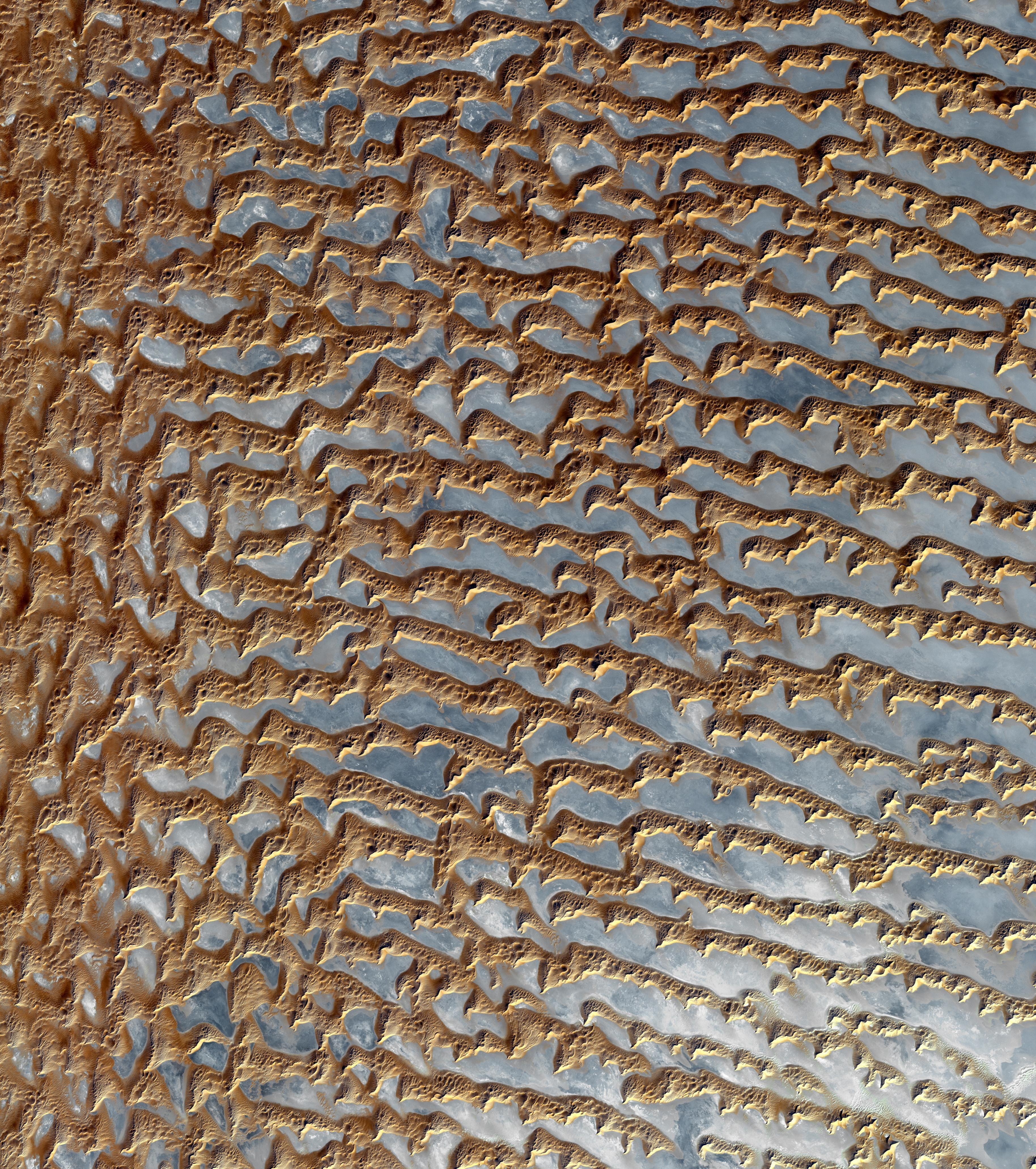
تصویر استر از بیابان ربع‌الخالی عربستان

استر تصاویر ماهواره‌ای از زمین را با قدرت تفکیک بالا و در ۱۴ باند مختلف از طیف الکترومغناطیسی در بازه طیف مرئی تا فروسرخ حرارتی را تهیه می‌کند. قدرت تفکیک تصاویر استر از ۱۵ تا ۹۰ متر است. داده‌های استر در تولید نقشه‌های تفصیلی دمای سطح زمین، تابندگی، انعکاس و ارتفاع از سطح دریا به کار می‌رود.
مدل جهانی رقومی ارتفاع استر (ASTER GDEM) به صورت رایگان برای همه کاربران قابل دانلود است.

## باندهای طیفی استر

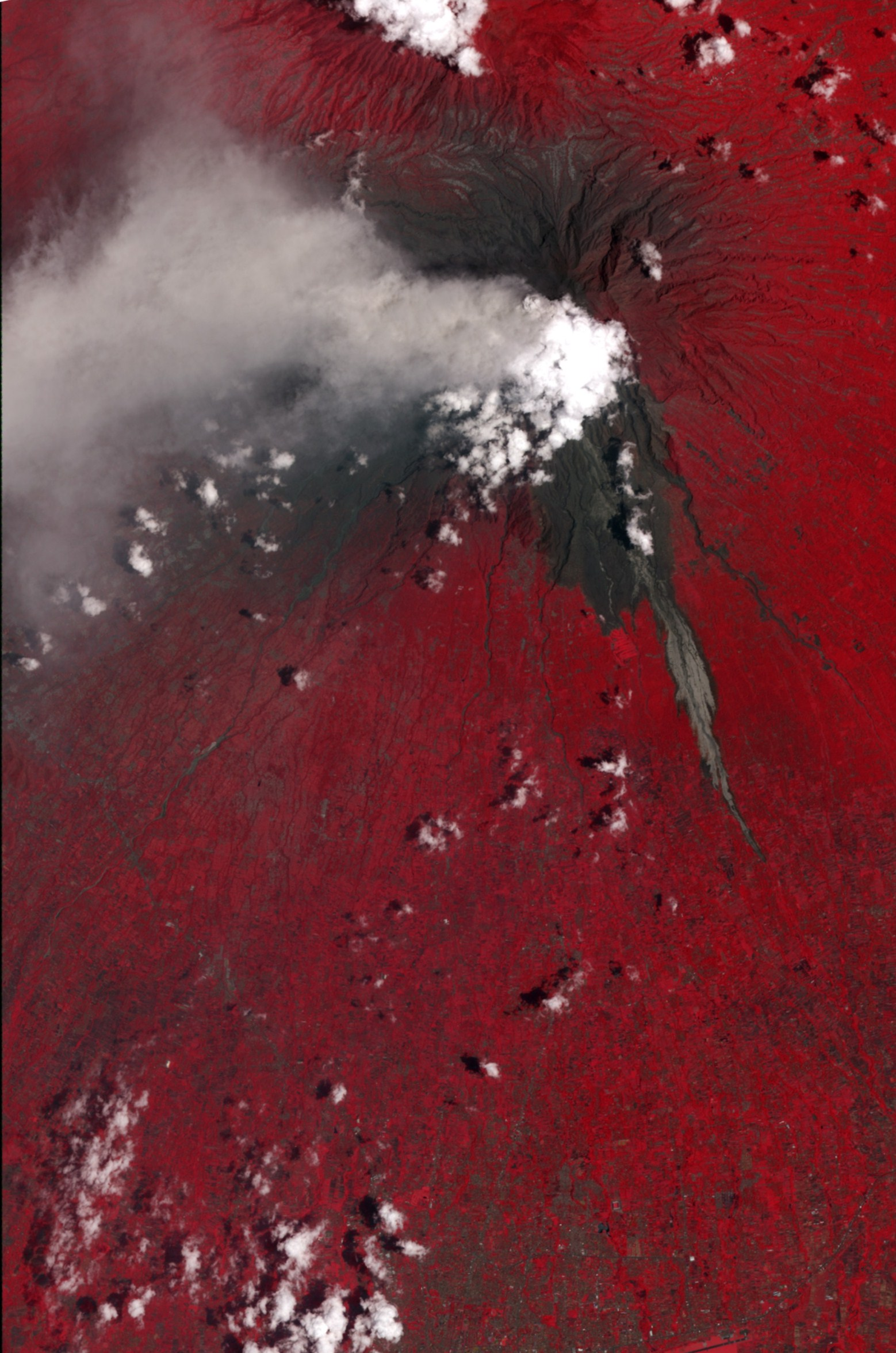
تصویر ماهواره‌ای استر با ترکیب رنگی کاذب از فوران مونت مراپی در سال ۲۰۱۰ که نشان‌دهنده مقادیر زیاد جریان آذرآواری در امتداد رود گندول است.

| باند | عنوان                         | طول موج (میکرومتر µm) | قدرت تفکیک (متر) | توضیحات                         |  |
| ---- | ----------------------------- | --------------------- | ---------------- | ------------------------------- |  |
| B1   | مرئی و فروسرخ نزدیک - باند۱   | ۰٫۵۲۰–۰٫۶۰۰           | ۱۵               | مرئی سبز / زرد                  |  |
| B2   | مرئی و فروسرخ نزدیک - باند۲   | ۰٫۶۳۰–۰٫۶۹۰           | ۱۵               | مرئی قرمز                       |  |
| B3   | مرئی و فروسرخ نزدیک - باند۳ N | ۰٫۷۶۰–۰٫۸۶۰           | ۱۵               | فروسرخ نزدیک                    |  |
| B4   | مرئی و فروسرخ نزدیک - باند۳ B | ۰٫۷۶۰–۰٫۸۶۰           | ۱۵               | فروسرخ نزدیک                    |  |
|      |                               |                       |                  |                                 |  |
| B5   | فروسرخ کوتاه - باند ۴         | ۱٫۶۰۰–۱٫۷۰۰           | ۳۰               | موج‌کوتاه فروسرخ                 |  |
| B6   | فروسرخ کوتاه - باند ۵         | ۲٫۱۴۵–۲٫۱۸۵           | ۳۰               | موج‌کوتاه فروسرخ                 |  |
| B7   | فروسرخ کوتاه - باند ۶         | ۲٫۱۸۵–۲٫۲۲۵           | ۳۰               | موج‌کوتاه فروسرخ                 |  |
| B8   | فروسرخ کوتاه - باند ۷         | ۲٫۲۳۵–۲٫۲۸۵           | ۳۰               | موج‌کوتاه فروسرخ                 |  |
| B9   | فروسرخ کوتاه - باند ۸         | ۲٫۲۹۵–۲٫۳۶۵           | ۳۰               | موج‌کوتاه فروسرخ                 |  |
| B10  | فروسرخ کوتاه - باند ۹         | ۲٫۳۶۰–۲٫۴۳۰           | ۳۰               | موج‌کوتاه فروسرخ                 |  |
|      |                               |                       |                  |                                 |  |
| B11  | فروسرخ حرارتی - باند ۱۰       | ۸٫۱۲۵–۸٫۴۷۵           | ۹۰               | موج‌بلند فروسرخ یا فروسرخ حرارتی |  |
| B12  | فروسرخ حرارتی - باند ۱۱       | ۸٫۴۷۵–۸٫۸۲۵           | ۹۰               | موج‌بلند فروسرخ یا فروسرخ حرارتی |  |
| B13  | فروسرخ حرارتی - باند ۱۲       | ۸٫۹۲۵–۹٫۲۷۵           | ۹۰               | موج‌بلند فروسرخ یا فروسرخ حرارتی |  |
| B14  | فروسرخ حرارتی - باند ۱۳       | ۱۰٫۲۵۰–۱۰٫۹۵۰         | ۹۰               | موج‌بلند فروسرخ یا فروسرخ حرارتی |  |
| B15  | فروسرخ حرارتی - باند ۱۴       | ۱۰٫۹۵۰–۱۱٫۶۵۰         | ۹۰               | موج‌بلند فروسرخ یا فروسرخ حرارتی |  |

## مدل جهانی رقومی ارتفاع استر

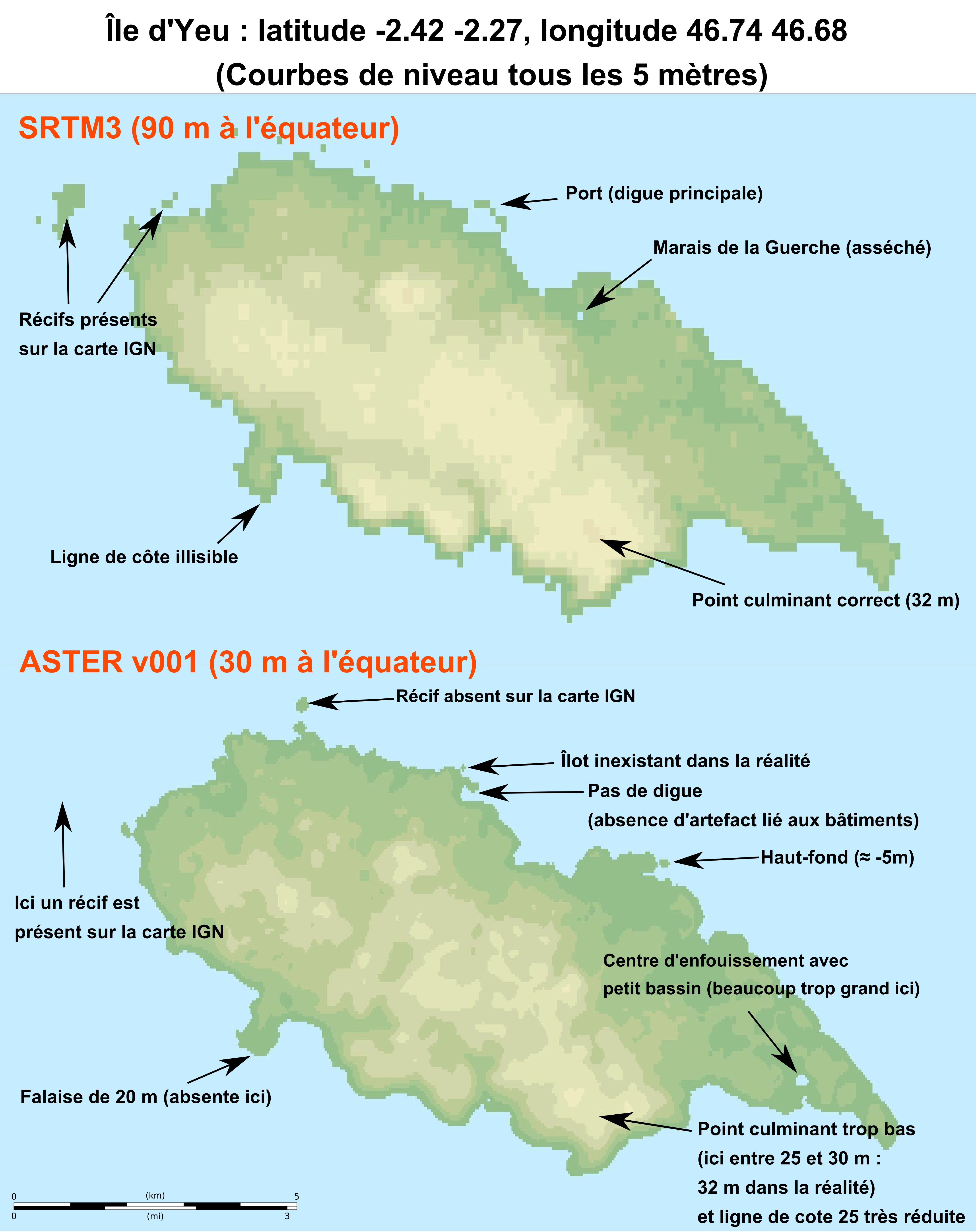
مقایسه SRTM و ASTER (جزیره Île d'Yeu در غرب فرانسه)، موارد فاقد دقت و نادرست در تصویر دوم با فلش مشخص شده‌است.

### نسخه ۱
در ژوئیه ۲۰۰۹ مدل جهانی رقومی ارتفاع استر (ASTER GDEM) به صورت همگانی معرفی شد. با همکاری مشترک ناسا و وزارت اقتصاد، بازرگانی و صنعت ژاپن (METI)، مدل جهانی رقومی ارتفاع (GDEM) کامل‌ترین نقشه از زمین است تاکنون تهیه شده و ۹۹٪ سطح زمین را پوشش می‌دهد. پیش از آن کامل‌ترین نقشه از سطح زمین ماموریت مکان‌نگاری شاتل رادار (SRTM) بود که تقریباً ۸۰٪ سطح زمین را با قدرت تفکیک ۹۰ متر برای همه جهان و ۳۰ متر برای ایالات متحده آمریکا پوشش می‌داد. مدل جهانی رقومی ارتفاع، سطح زمین را از عرض جغرافیایی ۸۳ درجه شمالی تا ۸۳ درجه جنوبی پوشش می‌دهد که این میزان پوشش فراتر از محدوده پوشش SRTM (از ۶۰ درجه شمالی تا ۵۶ درجه جنوبی) بوده و نخستین سامانه تهیه نقشه از زمین است که پوششی کامل از مناطق قطبی زمین فراهم ساخته است. این نقشه با ترکیب ۱٫۳ میلیون تصویر ماهواره‌ای در باندهای طیفی مرئی و فروسرخ نزدیک (VNIR) تهیه شده که توسط سنجنده استر و با تکنیک‌های همبستگی استریوسکوپی و اندازه‌گیری سطوح ارتفاعی زمین با فواصل ۳۰ متری برداشت شده‌است.
با وجود وضوح اسمی بالای داده‌های استر، برخی معتقدند که قدرت تفکیک واقعی این داده‌ها به شکل قابل ملاحظه‌ای کمتر بوده و به خوبی داده‌های تهیه شده توسط SRTM و برخی منابع موجود دیگر نیست. ناسا و وزارت اقتصاد، بازرگانی و صنعت ژاپن (METI) بعضی از این محدودیت‌ها را تأیید کرده و گفته‌اند داده‌های این نسخه از مدل جهانی رقومی ارتفاع فقط در سطح پژوهشی هستند.

### نسخه ۲
در اکتبر ۲۰۱۱ نسخه دوم مدل جهانی رقومی ارتفاع (GDEM) معرفی شد که شامل ارتقا و بهبودهایی نسبت به نسخه ۱ این مدل است. این بهبودها شامل افزایش دقت عمودی و افقی، وضوح افقی بیشتر، کاهش حضور پدیده‌های مصنوعی در مدل، و مقادیر واقعی‌تر پهنه‌های آبی می‌شود. یک مطالعه بر روی این نسخه از مدل جهانی رقومی ارتفاع نشان داد که داده‌های نسخه ۲ استر در زمین‌های ناهموار و کوهستانی دارای دقت بیشتری نسبت به مدل رقومی ارتفاع SRTM است.